# Futbola Klubs Ventspils
Il Futbola Klubs Ventspils, più comunemente noto come FK Ventspils oppure Ventspils, è stata una società calcistica lettone con sede nella città di Ventspils. Fondata nel 1997, da quell'anno fino al 2021 ha partecipato alla Virslīga, la prima divisione del campionato lettone di calcio, disputando le partite casalinghe nello Stadio Olimpico di Ventspils (3.200 posti).
Nella sua bacheca figurano sei campionati lettoni e sei Coppe di Lettonia. È uno dei club più titolati di Lettonia, secondo solo allo Skonto per numero di trofei.

## Storia
Il Ventspils è stato fondato nel 1997 attraverso la fusione di due club di Ventspils, il Venta e il Nafta. Entrambi i club avevano preso parte alla 1. Līga (la seconda serie), ma per colmare un posto vacante in Virslīga la nuova squadra iniziò subito dalla prima serie.
Nel 2003 il Ventspils vinse la coppa lettone per la prima volta nella sua storia, battendo in finale lo Skonto. Conquistò il trofeo anche nei due anni successivi e si avvicinò molte volte anche alla vittoria del campionato, che centrò nel 2006, ripetendosi poi nel 2007 e nel 2008.
Nelle coppe europee, il Ventspils è la squadra lettone con la migliore storia: nel 1999 debuttò in Coppa Intertoto contro i norvegesi del Vålerenga riuscendo a passare il turno. Più avanti il club partecipò alla Coppa UEFA, permettendo così ai propri tifosi di vedere partite contro grandi club europei come Stoccarda, Rosenborg, Brøndby e Newcastle. Il pareggio 0-0 nella trasferta contro il Newcastle può essere definito il più grande successo del Ventspils fino al 2009. Tuttavia, sono ancora più memorabili le partite contro il Brøndby nel 2004, quando il Ventspils riuscì ad eliminare il club danese dalla Coppa UEFA.
Il 17 luglio 2007 il Ventspils ha fatto il suo debutto nei preliminari della UEFA Champions League. I giallo-blu hanno iniziato il loro storico viaggio nel torneo più importante d'Europa in Galles, dove hanno giocato contro i The New Saints. L'autore del primo gol del Ventspils in Champions League è stato Vīts Rimkus. Una settimana dopo, il 25 luglio, il Ventspils ha vinto la sua prima partita in Champions League, battendo i TNS 2-1 nella partita in casa. I gol sono stati segnati dai difensori Jean-Paul Ndeki e Deniss Kačanovs. Nel secondo turno di qualificazione la squadra di Romano Hryhorchuk ha giocato contro il Salisburgo, guidato dal leggendario allenatore italiano Giovanni Trapattoni perdendo 3-0 all'andata e 4-0 al ritorno.
Nel 2008 il Ventspils ha partecipato alla UEFA Champions League per la seconda volta consecutiva. E i primi avversari furono di nuovo i campioni del Galles, questa volta il Llanelli, che in casa batterono per 4-0, al ritorno persero 1-0, e passarono al secondo turno dove affrontarono i norvegesi del Brann che li eliminò vincendo 1-0 al ritorno ribaltando così il 2-1 dell'andata.
Nella stagione 2009-2010, il Ventspils è diventato il primo club lettone a partecipare alla fase a gironi di una competizione della UEFA dopo aver battuto i bielorussi del Bate Borisov. Il Ventspils ha giocato nella fase a gironi della UEFA Europa League 2009-2010 contro lo Sporting Lisbona, l'Hertha Berlino e l'Heerenveen ma non riuscì a qualificarsi per la fase successiva del torneo, chiudendo con tre pareggi e tre sconfitte.
Torna a vincere la Virslīga nelle stagioni 2011, 2013 e 2014, portando a 6 il numero di successi totali. In quegli stessi anni vince per due volte la coppa nazionale, nel 2010-2011 e 2012-2013, oltre a una finale persa due anni dopo contro lo Jelgava.
Nel 2017 vince la sua 7ª Latvijas kauss prevalendo ai rigori sul Riga FC. In Virslīga si classifica al quarto posto, rientrando nei piazzamenti validi per le coppe europee grazie alla miglior differenza reti rispetto al RFS Riga, giunto a pari punti.
Prende parte alle qualificazioni per la fase a gironi di UEFA Europa League 2018-2019. Al primo turno elimina gli albanesi del Luftëtari battendoli 5-0 in casa e pareggiando 3-3 ad Argirocastro; dopodiché affronta il Bordeaux con cui rimedia due sconfitte in entrambi i match (1-0 in Lettonia e 2-1 in Francia). In campionato si classifica secondo, a 4 punti dal Riga FC vincitore.
Nella Virslīga 2019 arriva terzo, dietro a Riga FC e RFS Riga. Nel 2020 si classifica quarto.
Il 9 giugno 2021, la UEFA ha vietato all'FK Ventspils di partecipare alle competizioni UEFA per club per i prossimi sette anni (cioè fino alla stagione 2027–28 inclusa) per violazione dei regolamenti UEFA relativi a "frode, concussione e/o corruzione" e per "violazione dell'integrità di partite e competizioni”. I dirigenti del club Nikolajs Djakins e Adlan Šiškanov sono stati banditi dal calcio rispettivamente per 4 anni e per tutta la vita. Le accuse erano legate alla qualificazione all'Europa League del luglio 2018 contro il Bordeaux, l'arbitro russo Sergej Lapočkin che arbitrava quella partita è stato bandito dall'attività calcistica per 10 anni.
Il 19 giugno 2021 la squadra si ritira dalla Virslīga 2021 prima del termine del campionato a causa di problemi finanziari. Avendo disputato meno della metà delle partite previste, i risultati precedenti sono stati annullati.

## Allenatori
- 1997-1998  Sergej Borovskij
- 1998  Sauljus Cekanavičjus
- 1999-2000  Boris Sinicyn
- 2000  Sauljus Cekanavičjus
- 2001-2003  Paul Ashworth
- 2003-2004  Sauljus Širmelis
- 2005  Sergejs Semjonovs
- 2005-2009  Roman Hryhorčuk
- 2009-2011  Nunzio Zavettieri
- 2011  Saulius Cekanavičius
- 2011-2012  Sergej Podpalyj
- 2012-2015  Jurģis Pučinskis
- 2015-2017  Paul Ashworth
- 2018-2019  Dejan Vukićević
- 2019  Igors Kļosovs
- 2020-2021  Viorel Frunză
- 2022-  Igor Kičigin

## Palmarès

### Competizioni nazionali
- Campionato lettone: 6

2006, 2007, 2008, 2011, 2013, 2014
- Coppa di Lettonia: 7

2003, 2004, 2005, 2007, 2010-2011, 2012-2013, 2016-2017

### Competizioni internazionali
- Coppa della Livonia: 1

2008
- Baltic League: 1

2009-2010

### Altri piazzamenti
- Campionato lettone:

Secondo posto: 2000, 2001, 2002, 2009, 2010, 2018
Terzo posto: 1998, 1999, 2003, 2004, 2005, 2012, 2015, 2016, 2019
- Coppa di Lettonia:

Finalista: 2008, 2014-2015, 2018, 2020
Semifinalista: 1998, 1999, 2000, 2001, 2002, 2006, 2015-2016
- Coppa di Lega lettone:

Finalista: 2013, 2016
Terzo posto: 2017
- Coppa dei Campioni della CSI:

Finalista: 2007
- Baltic League:

Finalista: 2007, 2010-2011
Semifinalista: 2008

## Statistiche e record

### Partecipazioni ai campionati
| Livello | Categoria | Partecipazioni | Debutto | Ultima stagione | Totale |
| ------- | --------- | -------------- | ------- | --------------- | ------ |
| 1º      | Virslīga  | 24             | 1997    | 2020            | 24     |
| 2º      | 1. Līga   | 1              | 2023    | 2023            | 1      |
| 3º      | 2. Līga   | 1              | 2022    | 2022            | 1      |

### Partecipazioni ai tornei internazionali
| Competizione          | Partecipazioni | Debutto   | Ultima stagione | Totale |
| --------------------- | -------------- | --------- | --------------- | ------ |
| Coppa Intertoto UEFA  | 1              | 1999      | 1999            | 1      |
| Coppa UEFA            | 6              | 2001-2002 | 2006-2007       | 15     |
| Europa League         | 9              | 2009-2010 | 2020-2021       | 15     |
| UEFA Champions League | 6              | 2007-2008 | 2015-2016       | 6      |

## Organico

### Rosa 2021
Aggiornata al 26 marzo 2021.
| N. |                     | Ruolo | Calciatore          |
| -- | ------------------- | ----- | ------------------- |
| 4  | Georgia (bandiera)  | C     | Vaso Bachiashvili   |
| 5  | Ucraina (bandiera)  | C     | Jurij Tkačuk        |
| 6  | Lettonia (bandiera) | C     | Mariss Bite         |
| 7  | Nigeria (bandiera)  | A     | Christian Pyagbara  |
| 8  | Georgia (bandiera)  | C     | Beka Varshanidze    |
| 9  | Lettonia (bandiera) | C     | Kristers Neilands   |
| 10 | Ucraina (bandiera)  | A     | Oleh Synycja        |
| 11 | Nigeria (bandiera)  | A     | Kazeem Aderounmu    |
| 12 | Nigeria (bandiera)  | P     | Dele Alampasu       |
| 17 | Ucraina (bandiera)  | D     | Andrij Sachnevyč    |
| 18 | Lettonia (bandiera) | D     | Dmitrijs Litvinskis |
| 19 | Lettonia (bandiera) | A     | Niks Dusalijevs     |

| N. |                     | Ruolo | Calciatore              |
| -- | ------------------- | ----- | ----------------------- |
| 23 | Lettonia (bandiera) | A     | Marks Kurtišs           |
| 24 | Togo (bandiera)     | D     | Abdoul-Gafar Mamah      |
| 25 | Lettonia (bandiera) | D     | Artūrs Ļotčikovs        |
| 31 | Serbia (bandiera)   | D     | Milenko Malović         |
| 32 | Lettonia (bandiera) | C     | Boriss Bogdaškins       |
| 33 | Ucraina (bandiera)  | D     | Andrij Slinkin          |
| 37 | Ucraina (bandiera)  | P     | Kostjantyn Machnovs'kyj |
| 44 | Serbia (bandiera)   | A     | Dragoljub Anđelković    |
| 45 | Lettonia (bandiera) | C     | Robins Kokarītis        |
| 70 | Brasile (bandiera)  | C     | Fabinho                 |
| 84 | Lettonia (bandiera) | P     | Vladislavs Lazarevs     |